# Przejście graniczne Lubieszyn-Linken
Przejście graniczne Lubieszyn-Linken – istniejące do 2007 polsko-niemieckie drogowe przejście graniczne, położone w województwie zachodniopomorskim, w powiecie polickim, w gminie Dobra, w miejscowości Lubieszyn.

## Opis
Przejście graniczne Lubieszyn-Linken z miejscem odprawy granicznej po stronie polskiej w miejscowości Lubieszyn, powstało dzięki porozumieniu między Rzecząpospolitą Polską i Republiką Federalną Niemiec. Dopuszczone było przekraczanie granicy dla ruchu osobowego i towarowego oraz mały ruch graniczny. Kontrolę graniczną, osób, towarów i środków transportu wykonywała kolejno: Graniczna Placówka Kontrolna Straży Granicznej w Lubieszynie, Placówka Straży Granicznej w Lubieszynie.
Do przejścia po stronie polskiej prowadziła droga krajowa nr 10, a po niemieckiej Bundesstraße 104.
Do grudnia 1985 przejście stanowiło punkt końcowy drogi państwowej nr 18, łączącej granicę polsko-niemiecką ze Szczecinem.
21 grudnia 2007 na mocy układu z Schengen przejście graniczne zostało zlikwidowane.

### Przejście graniczne z NRD
W okresie istnienia Niemieckiej Republiki Demokratycznej (NRD) funkcjonowało w tym miejscu polsko-niemieckie drogowe przejście graniczne Lubieszyn. Czynne było codziennie przez całą dobę. Dopuszczone było przekraczanie granicy dla ruchu towarowego dla obywateli NRD i PRL oraz osobowego tylko dla obywateli:
1. Ludowej Republiki Bułgarii
2. Czechosłowackiej Republiki Socjalistycznej
3. Niemieckiej Republiki Demokratycznej
4. Polskiej Rzeczypospolitej Ludowej
5. Socjalistycznej Republiki Rumunii
6. Węgierskiej Republiki Ludowej
7. Związku Socjalistycznych Republik Radzieckich
8. Mongolskiej Republiki Ludowej.

Kontrolę graniczną osób, towarów i środków transportu wykonywała Graniczna Placówka Kontrolna Lubieszyn.

## Galeria

Przejście graniczne Lubieszyn
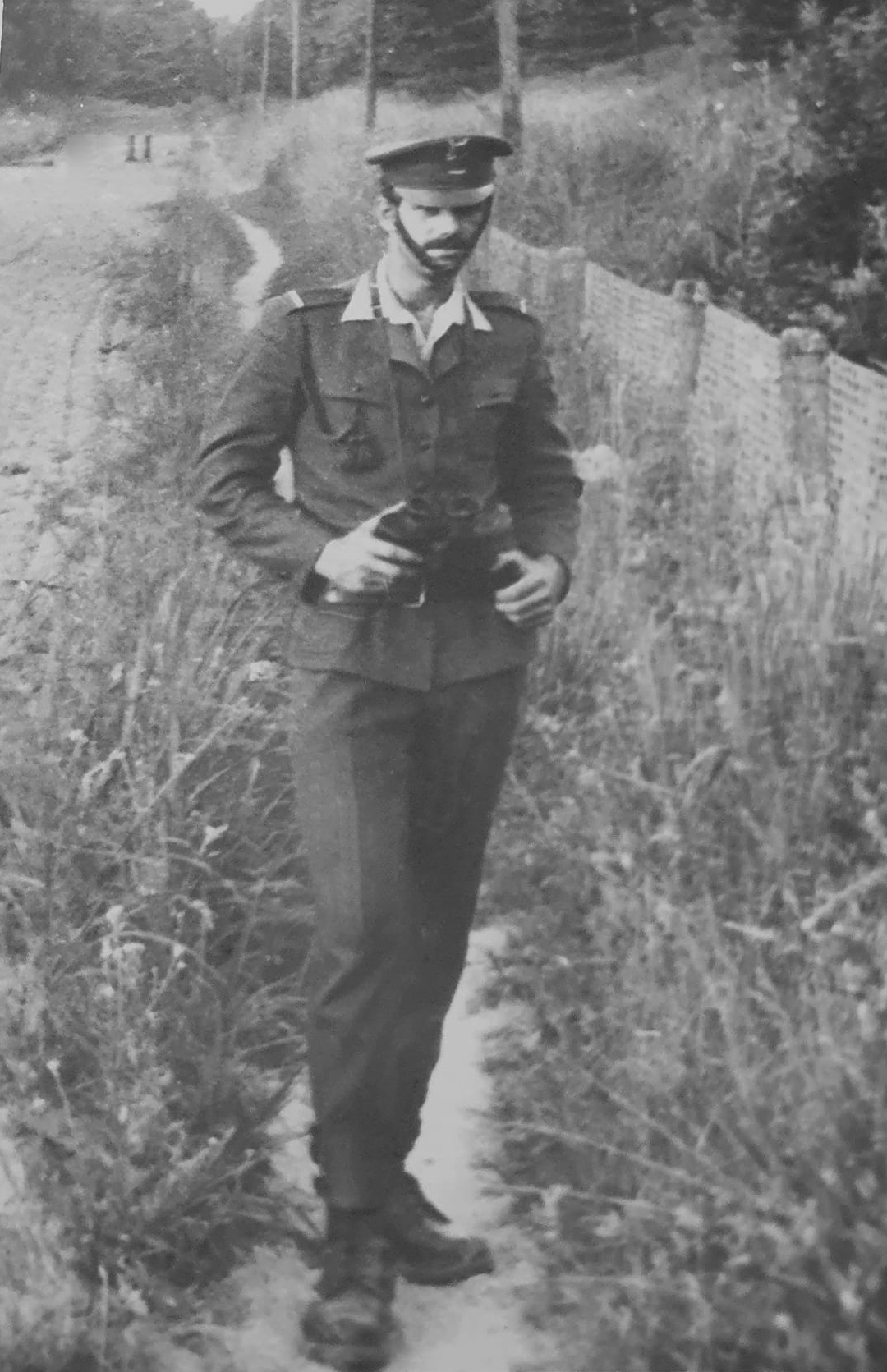
Żołnierz WOP ze Strażnicy Wojsk Ochrony Pogranicza Kościno w czasie pełnienia służby jako posterunek graniczny w rejonie znaku gran. nr 804, rej. przejścia granicznego Lubieszyn (1986)
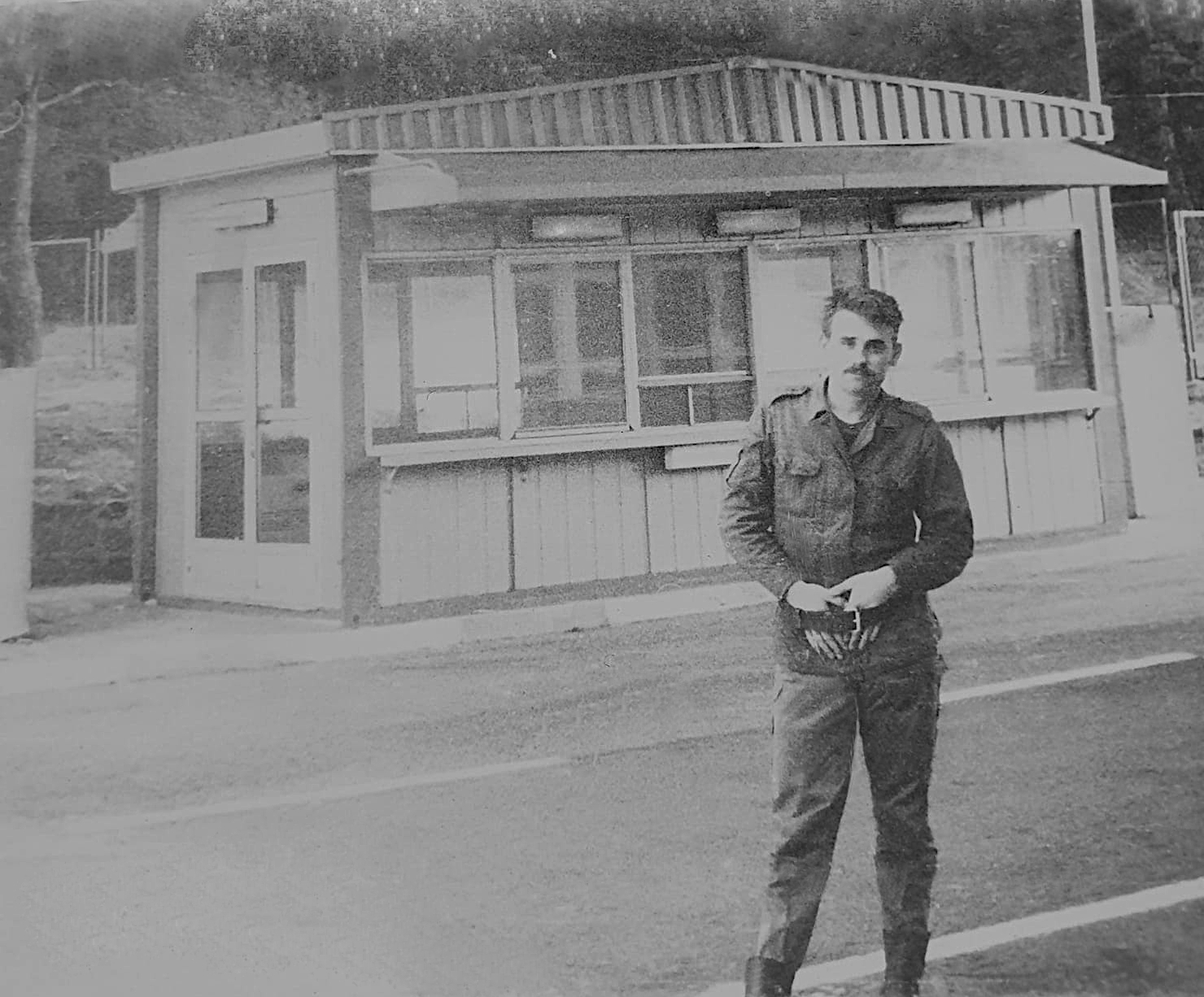
Żołnierz WOP ze Strażnicy WOP Kościno na przejściu granicznym (1987)